# Ristinghortane
Ristinghortane är en kulle i Antarktis. Den ligger i Östantarktis. Norge gör anspråk på området. Toppen på Ristinghortane är 2 179 meter över havet, eller 22 meter över den omgivande terrängen. Bredden vid basen är 0,30 km.
Terrängen runt Ristinghortane är kuperad norrut, men söderut är den platt. Trakten är obefolkad. Det finns inga samhällen i närheten.